# 澳門巴黎人
22°08′37″N 113°33′39″E / 22.1436757°N 113.5607181°E
澳門巴黎人（The Parisian Macao）位于澳門路氹城塡海區金光大道地段，以巴黎艾菲爾鐵塔一半的比例設計而成艾菲爾鐵塔作為地標。項目原本定於2015年起開幕，其后押后至2016年8月開幕，而酒店最後亦於2016年9月13日開幕。
澳門巴黎人以模仿法國巴黎的建築風格為主，其中艾菲爾鐵塔為原裝三分之二豎立於酒店旁，而商場內部模仿了巴黎的街景設計，其中模仿了凡登廣場，商場內部一部份亦模仿凡爾賽宮元素，同時加設一些巴洛克與洛可可等風格。

## 历史

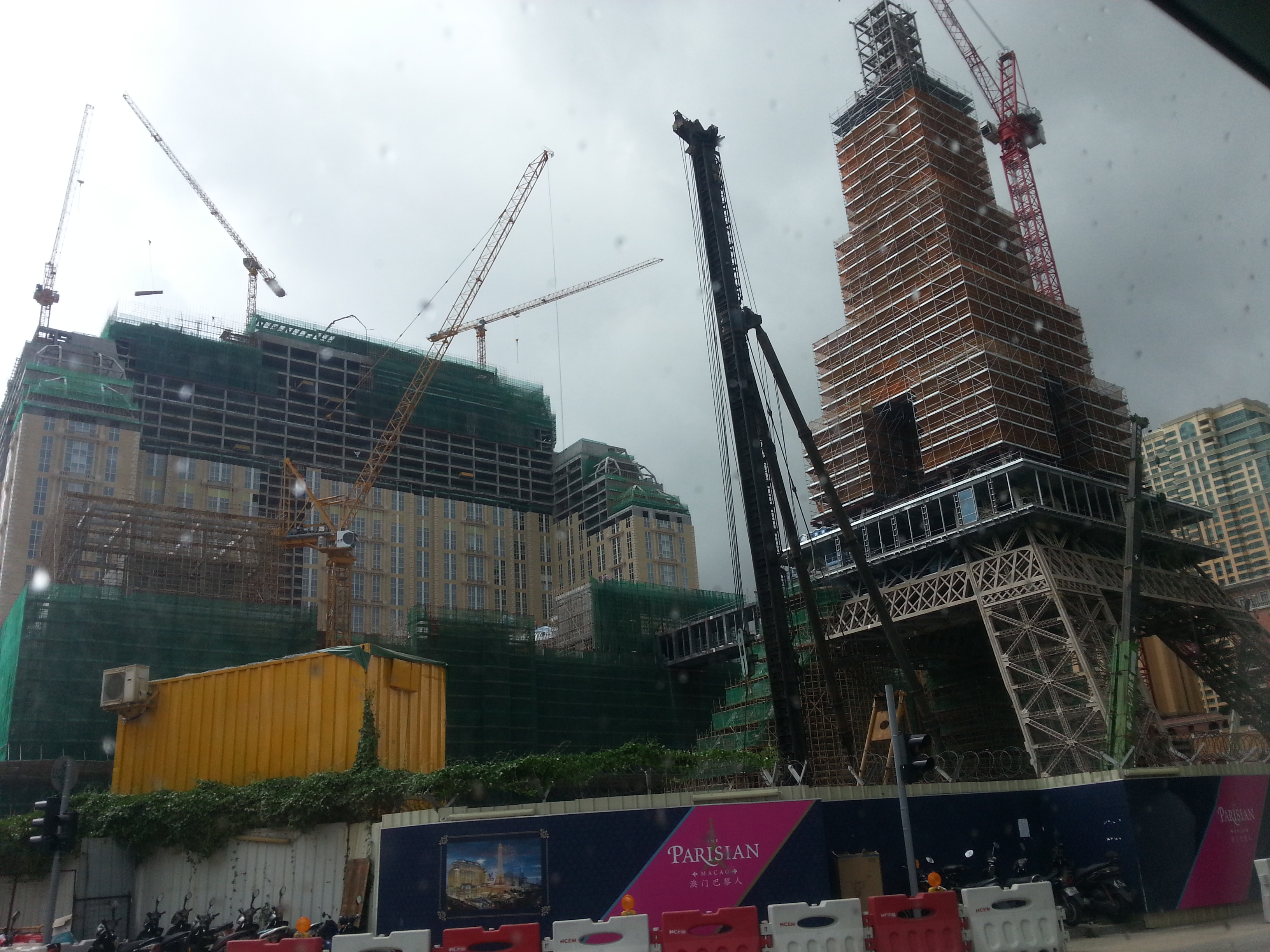
興建中的巴黎人

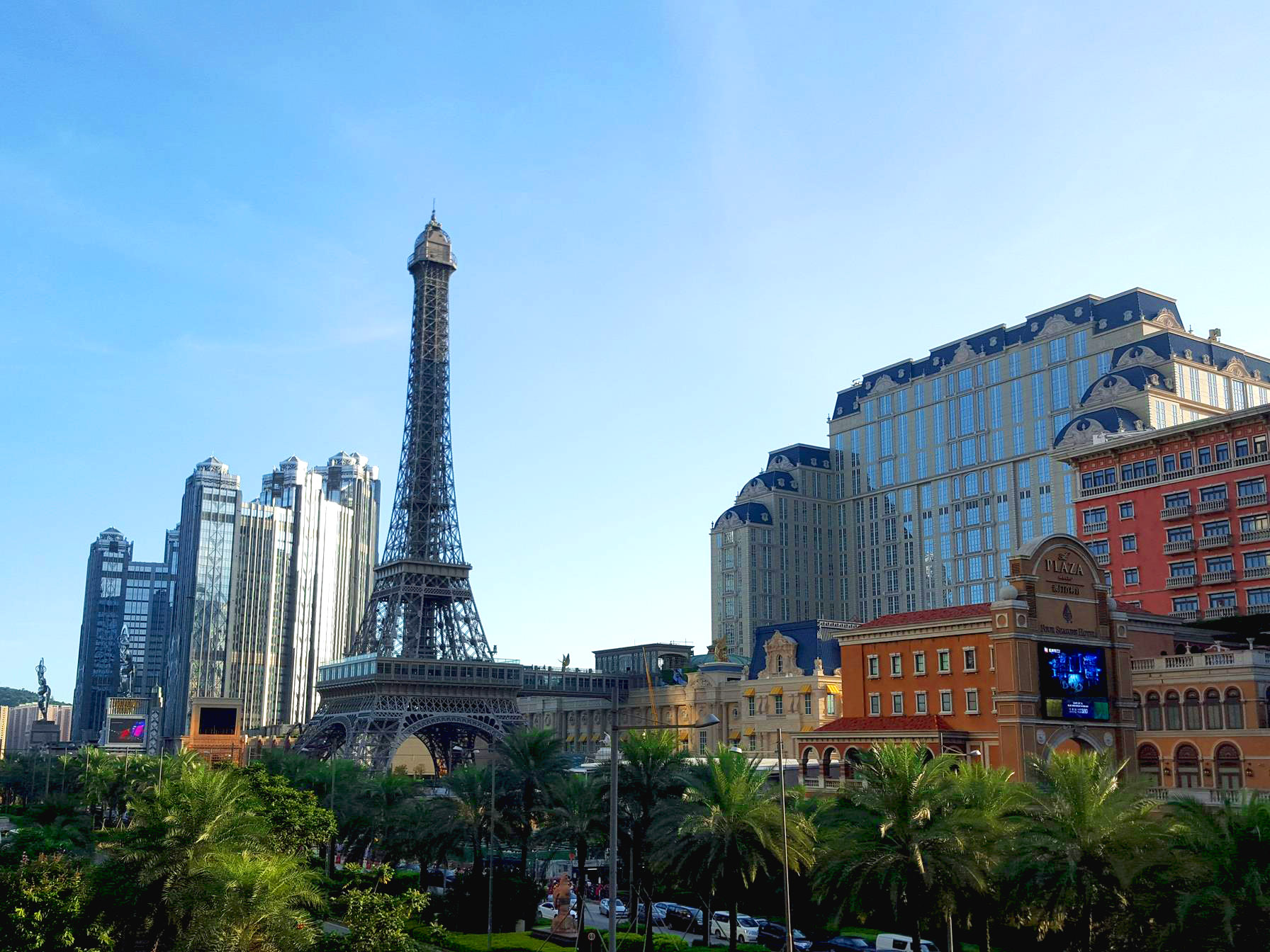
澳門巴黎人

該物業造價為25億美元，其中由母公司拉斯維加斯金沙，從銀行借貸為15億美元，而現金為9億美元至10億美元不等，而因為延期建設，便需要支付罰款90萬澳門元（11.2700萬美元）。
施工則在2013年開始進行，原本在2015年開幕，其押後至2016年9月13日開幕。

## 設施

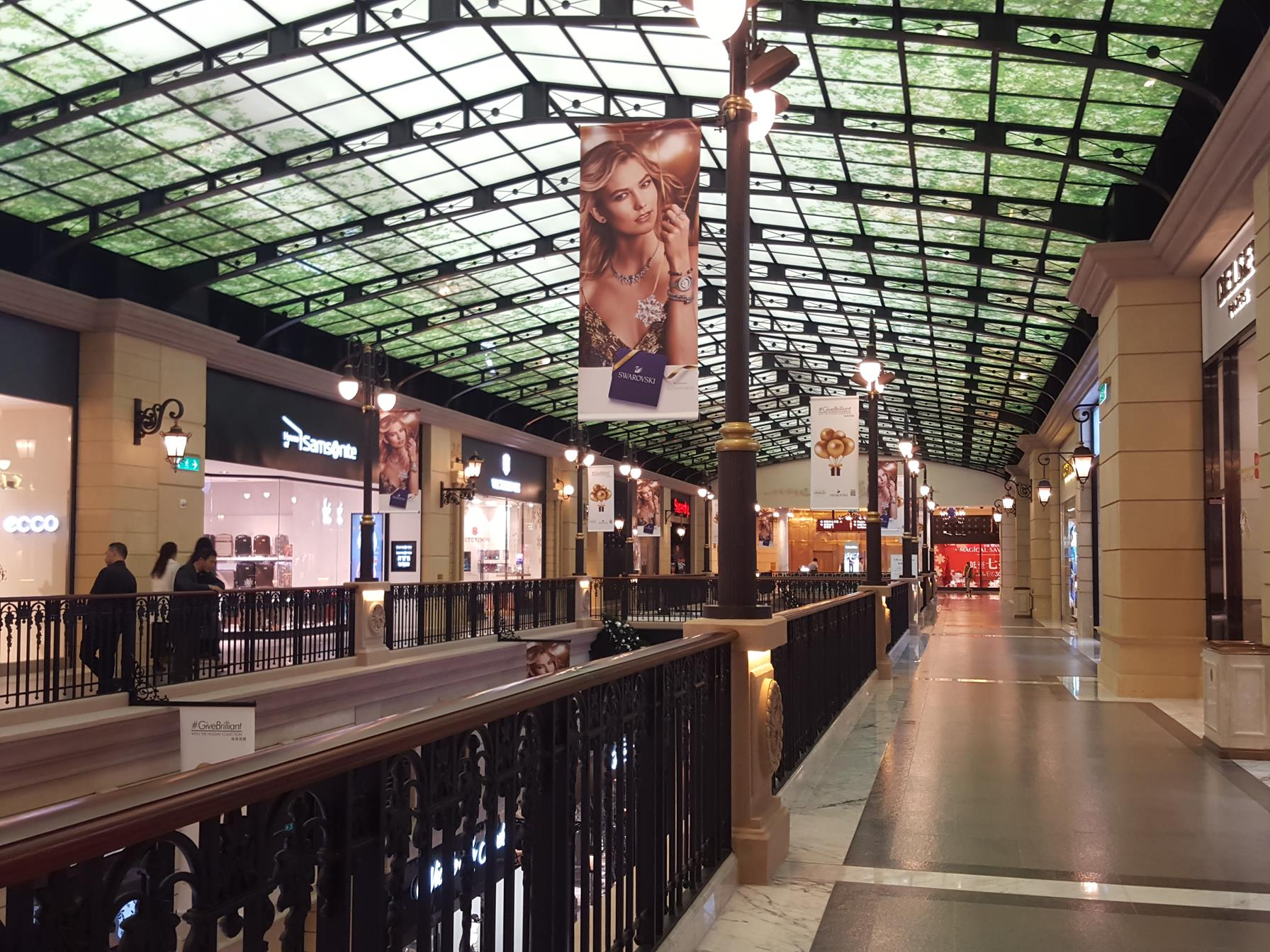
購物商場

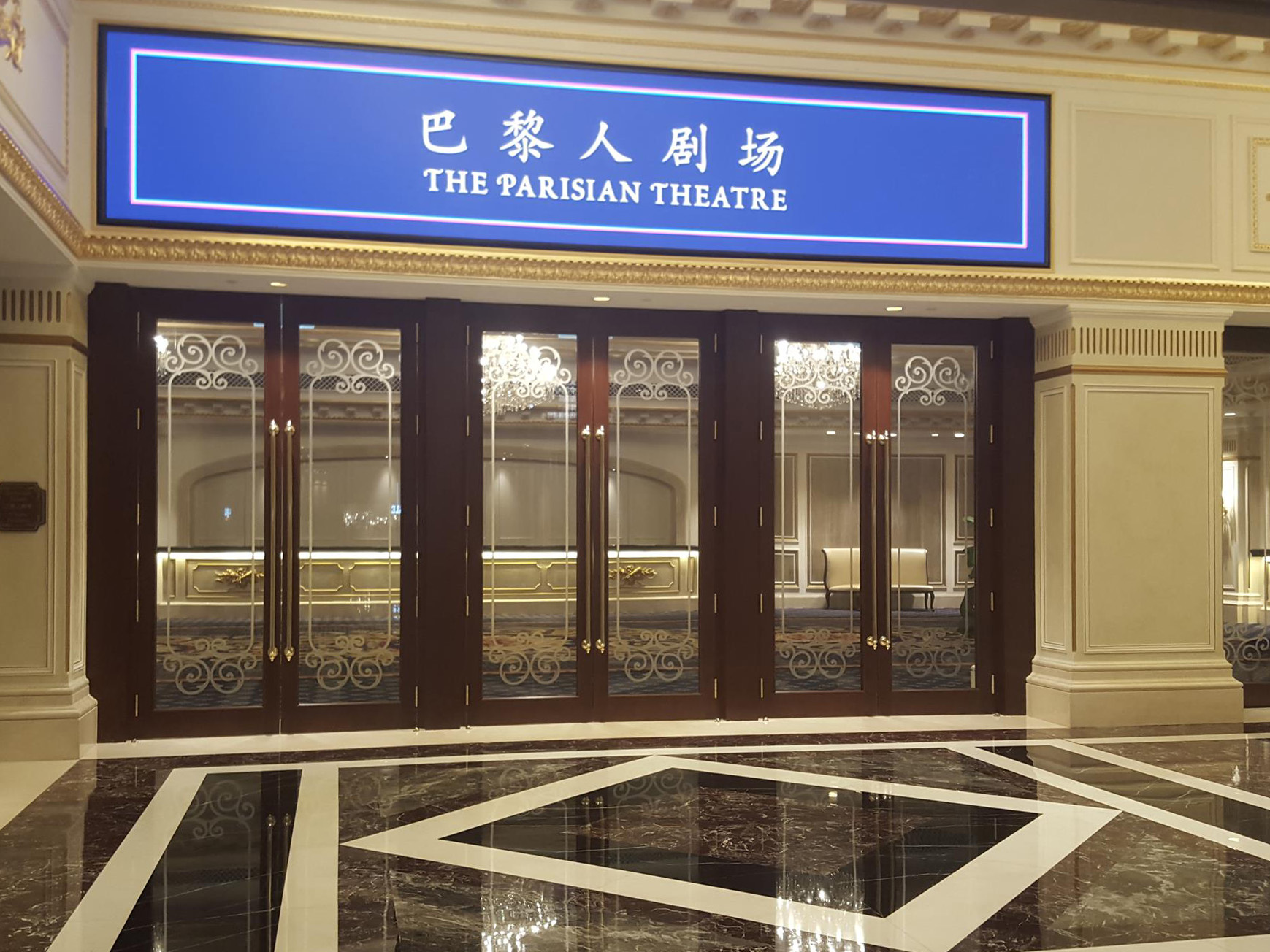
巴黎人劇場

### 巴黎人劇場
澳門巴黎人劇場位於酒店5樓, 共分三層, 擁有超過1,200個座位。劇場融合現代舞台科技及先進的音響技術，可舉辦大型會議或音樂劇匯演。在這裡有巴黎人Streetmosphere街頭表演，默劇活雕像演員，法國歌舞表演等。劇場毗鄰PARISIAN宴會廳，可舉辦發布會，婚禮或生日派對。首個公演為米高積遜音樂劇THRILLER LIVE。

### 《夢幻巴黎》
於2018年3月16日－9月17日演出的表演，全長65分鐘，節目含有驚險刺激的摩托車錶演“亡命之輪”，2019年初已離場。

### 水世界及酒店游泳池
澳門巴黎人水世界是全新的付費式巨大水上主題公園，戶外游泳池甲板上有三大水上娛樂區域，專為全年齡段設計，獨特的設施如兒童水滑梯，翻斗樂、刺激好玩的儒勒·凡爾納飛船，令人心跳加速的瑪麗·安托瓦內特塔12米高的滑水道等各類水設施；無論是嬉戲玩樂或是體驗心跳刺激，都能滿足大人和小朋友的不同需求。

### 艾菲爾鐵塔仿制品
按法國巴黎艾菲爾鐵塔一半比例設計，高約162米，合共38層，而若參觀7樓和37樓眺望所有外景，成人必須要購票，7樓免費而37樓是$75澳門幣。

## 交通

### 自設交通
設有免費穿梭巴士路線往返關閘、橫琴口岸及澳門金沙。

### 公共交通
T376 連貫公路／巴黎人（Est. do Istmo／Parisian）
路線：15、21A、25、25AX、25B、25BS、26、26A、51X、56、73S、701X、MT4、N3
T377 路氹城馬路／巴黎人（Av. de Cotai／Parisian）
路線：51A、701X、N6
T378 路氹城馬路／新濠影匯（Av. de Cotai／Studio City）
路線：51A、73S、N6
T379 連貫公路／巴黎人花園（Est. do Istmo／Le Jardin）
路線：15、21A、25、25BS、26、26A、56、MT4、N3
T380 連貫公路／倫敦人（Est. do Istmo／Londoner）
路線：15、21A、25、25AX、25BS、26、26A、51X、56、73S、MT4、N3

## 争议
2014年7月30日，數十个澳门巴黎人地盤的澳门和内地工人到工地外示威，追薪约一千一百萬澳门元，挂起「无良新昌分判」和「示构速速计粮」横额和直幡（“新昌”和“示构”是两家建筑公司的名字）。劳工局说资方不是不肯付钱，而是在过账上出了状况，事件有待解决。
2015年5月22日，巴黎人地盤工作的70名內地工人聲稱突然被解僱，又有200人各给的一万块钱拿不回，却被指示先回内地，迟些会被叫回来去再工作，他们察觉自己未必能再入境，意味难以再追讨，便於中聯辦大樓外聚集及尋求協助，他們一度情緒激動，衝出馬路並和維持秩序的警察推撞。其中數十人到勞工局求助，要求取回保證金和賠償。到傍晚，該批內地工人獲聘用公司承諾重新聘用，暂时平息。涉事公司也包括聯興建築工程有限公司、香港新昌營造集團和保利達集團。但事情並未了結，26日，更多工人（約一百名）再遊行，控訴先前每月幾千元剋扣掉的工資和收掉的巨額租金事宜，並未處理。
2016年1月10日，路氹連貫公路興建中的「巴黎人酒店」地盤，地庫二樓起火，消防發現事件有可疑，轉交司警調查。
2017年，集團涉嫌造謠宣傳，說有個女賭神在澳門巴黎人賭場贏了2000万美元。《苹果日報》大造文章，繪形繪聲，放在頭條，寫了好多所謂獨家消息，講她來自上海，在好多間賭場贏了好多錢，賭業界皆称她為「賭后」，在葡京賭場輸錢，去了巴黎人後卻天天贏幾千萬，有助手替她跟賭場談好條款再入場，却總在人人皆可出入的大廳，而非有點隱私的貴賓厅賭，常常成為焦點，持續了長時間，差不多全澳門賭業界皆知，甚至連寫消息的澳門前線職工聯會會長李國強也證實了，弄得各賭場一見她出現，就派專人走近，用高科技儀器重点監視，又加強保安，檢查她有否出千云云。該報在接着的一段日子，又將互聯網的無稽的流言蜚語炒作數翻……《華爾街日報》採訪了澳門巴黎人娛樂場的賭場經理、保安、荷官、收銀員及賭客在內的30多人核實，受訪者皆表示從未見過所謂的「女賭神」。相關傳聞，在金沙集團首席營運長羅伯特‧高爾斯坦與美國投資方的電話會議里談到。叠马仔公司大亨周焯华被《苹果日报》獨家訪問時，说人们赢大钱后带不走，会被勒索或杀掉是谣言，现在管理水平已经提高，而听说那赚大钱的是对浙江夫妇。
2020年7月26日，澳門巴黎人的「兒童王國」有个澳门女孩跌斷右手，手踭骨折變形，令人質疑大型博企是否置兒童安全於不顧。
2022年6月中旬，澳門爆發新一輪大規模疫情，該酒店被用作隔離醫學觀察酒店用途。7月14日，澳門特別行政區政府衛生局通報該酒店爆發群組感染，至7月18日累計52人染疫，包括35名工作人員及17名隔離人士，該酒店是繼2021年金皇冠中國大酒店出現的“保安群組”引發的疫情，第二次出現隔離醫學觀察酒店防疫變破疫的事件。

## 外部連結
- 官方网站